# Glenvil (Nebraska)
Glenvil je selo u američkoj saveznoj državi Nebraska. Prema popisu stanovništva iz 2010. u njemu je živjelo 310 stanovnika.